# Andrea Cecchi
Andrea Cecchi (Casale Monferrato, 23 marzo 1968) è un ex nuotatore italiano.

## Carriera
Nuotatore specializzato nei 100 e 200 metri rana in cui emerge già da ragazzo, tanto da vincere tre medaglie ai campionati europei giovanili di nuoto del 1983 e una in quelli del 1984. Nel 1987 partecipa ai Giochi del Mediterraneo a Latakia e vince la medaglia di bronzo nei 200 m rana; disputa anche i suoi primi campionati europei a Strasburgo, e vince i primi titoli italiani. L'anno dopo ripete le vittorie ai campionati italiani, ma deve anche interrompere temporaneamente la carriera per problemi di salute.
All'inizio degli anni novanta va a studiare negli Stati Uniti d'America a Los Angeles e all'UCLA riprende la carriera come ranista vincendo anche tre titoli universitari americani; torna anche a vincere titoli italiani e viene convocato per disputare i mondiali a Perth a gennaio del 1991, quindi in estate torna ai giochi del Mediterraneo di Atene e va ancora sul podio, questa volta nella staffetta mista; in agosto, sempre ad Atene, arriva due volte in finale ai campionati europei sfiorando la medaglia nei 100 m rana.
Nel 1992 partecipa ai Giochi della XXV Olimpiade di Barcellona, fermandosi però solo alle batterie dei 100 e 200 m rana. In quel periodo è il miglior italiano nella gara breve, vincendola per quattro anni di fila ai campionati estivi. L'anno dopo arriva ancora quarto alle universiadi di Buffalo nei 100 m rana e agli europei sprint nella staffetta 4 × 50 m mista: è inoltre finalista agli europei di Sheffield e ai mondiali in vasca corta di Palma di Maiorca. Ha partecipato ancora ai campionati mondiali di Roma nel 1994, arrivando solo alla finale di consolazione dei 100 m rana.
Terminata l'attività agonistica ad alto livello nel 1995, si è laureato negli Stati Uniti ed è diventato chiropratico restando comunque nell'ambiente del nuoto.

## Palmarès
questa tabella è incompleta
| Giochi olimpici              | 100 m rana              | 200 m rana              | ---               |
| 1992 Barcellona Spagna       | 17º in batteria 1'03"28 | 17º in batteria 2'16"38 | ---               |
| Campionati del mondo         | 100 m rana              | 200 m rana              | ---               |
| 1991 Perth Australia         | 6º in finale B 1'03"43  | 5º in finale B 2'17"25  | ---               |
| 1994 Roma Italia             | 8º in finale B 1'04"09  | 30º in batteria 2'22"11 | ---               |
| Mondiali in vasca corta      | ---                     | ---                     | 4 × 100 m mista   |
| 1993 Palma di Maiorca Spagna | ---                     | ---                     | 7º - 3'43"80 :    |
| Campionati europei           | 100 m rana              | 200 m rana              | ---               |
| 1991 Atene Grecia            | 4º 1'02"58              | 8º 2'16"29              | ---               |
| 1993 Sheffield Regno Unito   | 8º 1'03"27              | ---                     | ---               |
| Europei sprint               | 50 m rana               | ---                     | 4 × 50 m mista    |
| 1993 Gateshead Regno Unito   | 6º 28"33                | ---                     | 4º - 1'40"38 :    |
| Giochi del Mediterraneo      | ---                     | 200 m rana              | 4 × 100 m mista   |
| 1987 Latakia Siria           | ---                     | Bronzo 2'22"34          | ---               |
| 1991 Atene Grecia            | ---                     | ---                     | Bronzo: 3'53"41 : |
| Universiadi                  | 100 m rana              | ---                     | ---               |
| 1993 Buffalo Stati Uniti     | 4º 1'03"84              | ---                     | ---               |
| Europei giovanili            | 100 m rana              | 200 m rana              | 4 × 100 m mista   |
| 1983 Mulhouse Francia        | Bronzo 1'06"43          | Bronzo 2'25"73          | Bronzo: 3'58"90 : |
| 1984 Lussemburgo Lussemburgo | Bronzo 1'06"48          | ---                     | ---               |

Campionati italiani
9 titoli individuali e 3 in staffette, così ripartiti:
- 6 nei 100 m rana
- 3 nei 100 m rana
- 3 nella staffetta 4 × 100 m mista

| Anno | Edizione    | rana 100 m | rana 200 m | mista 4×100 m |
| ---- | ----------- | ---------- | ---------- | ------------- |
| 1985 | Primaverili | 3          | 3          | -             |
| 1986 | Primaverili | 2          | 2          | -             |
| 1986 | Estivi      | -          | 3          | -             |
| 1987 | Primaverili | 2          | 1          | 1             |
| 1986 | Estivi      | 2          | 3          | -             |
| 1988 | Primaverili | 1          | 2          | 1             |
| 1988 | Estivi      | -          | -          | 1             |
| 1990 | Estivi      | 2          | 2          | -             |
| 1991 | Estivi      | 1          | 1          | -             |
| 1992 | Estivi      | 1          | 2          | -             |
| 1993 | Estivi      | 1          | 2          | -             |
| 1994 | Primaverili | 1          | 1          | 3             |
| 1994 | Estivi      | 1          | 2          | 2             |